# Yvonne Mitchell (judoczka)
Yvonne Mitchell (ur. 27 kwietnia 1974) – australijska judoczka.
Startowała w Pucharze Świata w 1997 i 1998. Brązowa medalistka mistrzostw Oceanii w latach 1996 - 2000. Mistrzyni Australii w 2004 i 2005 roku.